# .nz
.nz este un domeniu de internet de nivel superior, pentru Noua Zeelandă (ccTLD).